# Provincia di Béni Abbès
La provincia di Béni Abbès (in arabo: ولاية بني عباس) è una wilaya algerina istituita nel 2019 e ufficializzata nel 2021.

## Geografia
La wilaya è situata nel sud-ovest dell'Algeria, nel Sahara, tra le regioni dell'Uadi Ghir, Tuat e Gourara, estendendosi su un'area di quasi 101.350 km². È delimitata:
- a nord dalla provincia di Béchar;
- a est dalla provincia di Timimoun;
- ad ovest dal Marocco;
- a sud-ovest dalla provincia di Tindouf;
- a sud e a sud-est dalla provincia di Adrar.

La maggior parte della provincia è costituita da dune sabbiose inabitabili, in particolare il Grande Erg Occidentale e l'Erg El Raoui, o da pianure rocciose aride (hammada) adatte al pascolo ma con acque superficiali insufficienti per sviluppare la benché minima agricoltura. La principale eccezione è data da una falda acquifera sotto l'Erg El Raoui. Le risorse naturali includono il rame, a sud di Jebel Ben Tajine.

## Storia
La provincia di Béni Abbès è stata istituita il 26 novembre 2019. Nel 2021 il presidente algerino Tebbune ha formalizzato la nuova suddivisione amministrativa. 
In precedenza era una wilaya delegata, creata ai sensi della legge n° 15-140 del 27 maggio 2015, che ha fissato le norme specifiche delle nuove entità territoriali e stilato l'elenco dei comuni ad esse annessi. Prima del 2019 il territorio faceva parte della provincia di Bèchar.

## Economia
La base economica tradizionale del territorio era l'agricoltura, in particolare la coltivazione di palme da datteri. Le rotte commerciali transahariane che attraversavano questa regione hanno svolto un ruolo importante nella sua economia nell'epoca precedente a quella moderna. 
Gli abitanti del distretto di Igli parlano il berbero, quelli del distretto di Tabelbala il korandje (una lingua songhay); altrove si parla l'arabo. In molte oasi sono presenti minoranza di haratin o shurfa. Una zaouïa notevole (scuola religiosa islamica tradizionale) si trova a Kerzaz. Alcuni pastori della provincia rimangono tuttora nomadi, ma la maggior parte si è stabilita nelle oasi.

## Società

### Evoluzione demografica
In base al censimento della popolazione nel 2008, i comuni della provincia contavano 50.163 abitanti.

## Geografia antropica

### Suddivisioni amministrative
Nella tabella sono riportati i comuni della provincia, suddivisi per distretto di appartenenza:
| Distretto     | Comuni                       |
| ------------- | ---------------------------- |
| Béni Abbès    | Béni Abbès, Tamtert          |
| El Ouata      | El Ouata                     |
| Igli          | Igli                         |
| Kerzaz        | Kerzaz, Beni Ikhlef, Timoudi |
| Oulel Khoudir | Oulel Khoudir, Ksabi         |
| Tabelbala     | Tabelbaba                    |

## Aeroporto di Béni Abbès
La provincia ha un aeroporto pubblico situato 2 km ad est della città di Béni Abbès. La pista d'atterraggio, di sabbia, è stata rinnovata recentemente. 
Il 26 febbraio 2022 il wali della wilaya, Saad Chentouf, ha annunciato il progetto di costruire un nuovo aeroporto. Al momento non è stata fornita alcuna stima finanziaria né la data di inizio dei lavori.